# Mistrovství světa v cyklokrosu 1985
Mistrovství světa v cyklokrosu se v roce 1985 konalo 16. a 17. února v západoněmeckém Mnichově.

## Výsledky

### Elite muži
| Umístění         | Cyklista            | Země            | Čas             |
| ---------------- | ------------------- | --------------- | --------------- |
| Zlatá medaile    | Klaus-Peter Thaler  | Západní Německo | 1 h 12 min 38 s |
| Stříbrná medaile | Adri van der Poel   | Nizozemsko      | + 0:02          |
| Bronzová medaile | Claude Michely      | Lucembursko     | + 0:04          |
| 4.               | Rein Groenendaal    | Nizozemsko      | + 0:20          |
| 5.               | Marcel Russenberger | Švýcarsko       | + 0:24          |
| 6.               | Henk Baars          | Nizozemsko      | + 1:28          |
| 7.               | Martial Gayant      | Francie         | + 2:06          |
| 8.               | Ottavio Paccagnella | Itálie          | + 2:06          |
| 9.               | Bernhard Woodtli    | Švýcarsko       | + 2:07          |
| 10.              | Roland Liboton      | Belgie          | + 2:24          |

### Amatéři
| Umístění         | Cyklista             | Země             | Čas             |
| ---------------- | -------------------- | ---------------- | --------------- |
| Zlatá medaile    | Mike Kluge           | Východní Německo | 1 h 04 min 25 s |
| Stříbrná medaile | Beat Schumacher      | Švýcarsko        | + 0:26          |
| Bronzová medaile | Bruno D'Arsie        | Švýcarsko        | + 0:40          |
| 4                | Petr Klouček         | Československo   | + 0:44          |
| 5                | Frank van Bakel      | Nizozemsko       | + 0:55          |
| 6                | Peter Hric           | Československo   | + 1:06          |
| 7                | Sandro Bono          | Itálie           | + 1:08          |
| 8                | Grzegorz Jaroszewski | Polsko           | + 1:25          |
| 9                | Henrik Djernis       | Dánsko           | + 1:39          |
| 10               | Martin Hendriks      | Nizozemsko       | + 1:50          |

### Junioři
| Umístění         | Cyklista         | Země             | Čas         |
| ---------------- | ---------------- | ---------------- | ----------- |
| Zlatá medaile    | Beat Wabel       | Švýcarsko        | 57 min 30 s |
| Stříbrná medaile | Jürgen Sprich    | Západní Německo  | + 0:18      |
| Bronzová medaile | Wim de Vos       | Nizozemsko       | + 0:39      |
| 4.               | Zdeněk Douša     | Československo   | + 0:49      |
| 5.               | Robert Bondaryk  | Polsko           | + 0:52      |
| 6.               | Urs Güller       | Švýcarsko        | + 1:06      |
| 7.               | Kai-Uwe Richter  | Východní Německo | + 1:08      |
| 8.               | Martin Raufer    | Československo   | + 1:25      |
| 9.               | Marcel Gerritsen | Nizozemsko       | + 1:36      |
| 10.              | Chris David      | Belgie           | + 1:39      |

### Tabulka medailí podle zemí
| Umístění | Stát             | Zlato | Stříbro | Bronz | Celkem |
| -------- | ---------------- | ----- | ------- | ----- | ------ |
| 1        | Švýcarsko        | 1     | 1       | 1     | 3      |
| 2        | Západní Německo  | 1     | 1       | 0     | 2      |
| 3        | Východní Německo | 1     | 0       | 0     | 1      |
| 4        | Nizozemsko       | 0     | 1       | 1     | 2      |
| 5        | Lucembursko      | 0     | 0       | 1     | 1      |